# Ludwig Carl Seydler
Ludwig Karl Seydler (* 8. März 1810 in St. Leonhard, Graz, Steiermark; † 10. Mai 1888 ebenda) war ein österreichischer Organist und Komponist.

## Werke
Seydler schrieb Kirchenmusik und volkstümliche Lieder. Sein bekanntestes Werk ist die steirische Landeshymne, das Dachsteinlied.
Er ist auf dem St.-Leonhard-Friedhof in Graz beigesetzt.